# 南達科塔州立大學
南達科塔州立大學是美國南達科塔州的一所公立大學，1881年設立，是一座以土地撥贈法案而設立的大學。學生約1.2萬人。

## 院系设置
- 农业与生物科学学院
- 教育与人文科学学院
- 艺术与科学学院
- 护理学院
- 药剂学院
- 研究生院
- 杰罗姆.劳尔工程学院

## 知名校友
- 克利夫兰·雅培
- 富兰克林·布莱斯德尔
- 奧斯丁·馬當
- 吳致秀

## 外部連結
- 南達科塔州立大學（页面存档备份，存于）
- 南達科塔大學排名